# Dichromia orosia
Dichromia orosia là một loài bướm đêm trong họ Erebidae.